# Unter den Linden (Hotel)

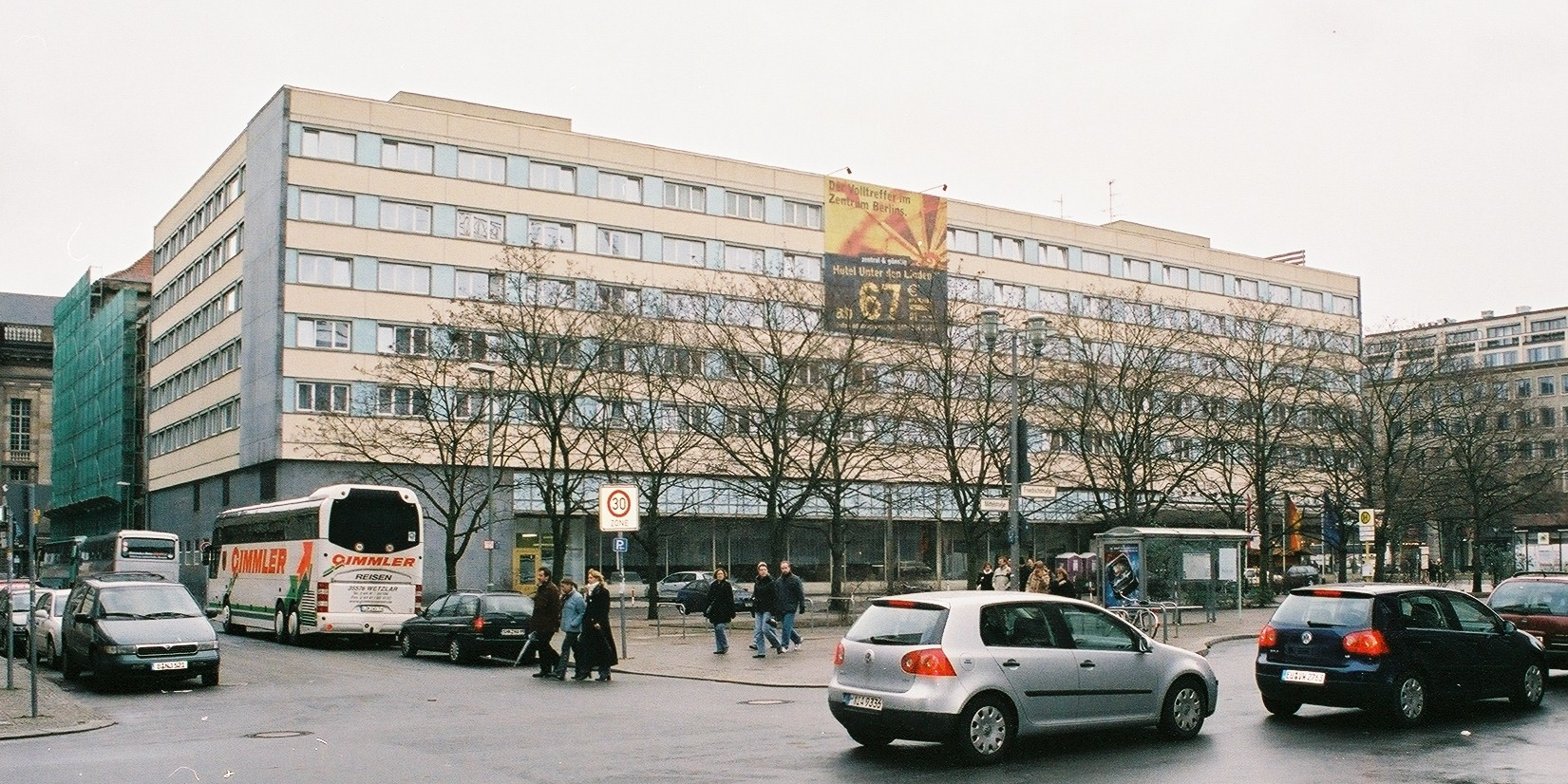
Hotel Unter den Linden, 2004

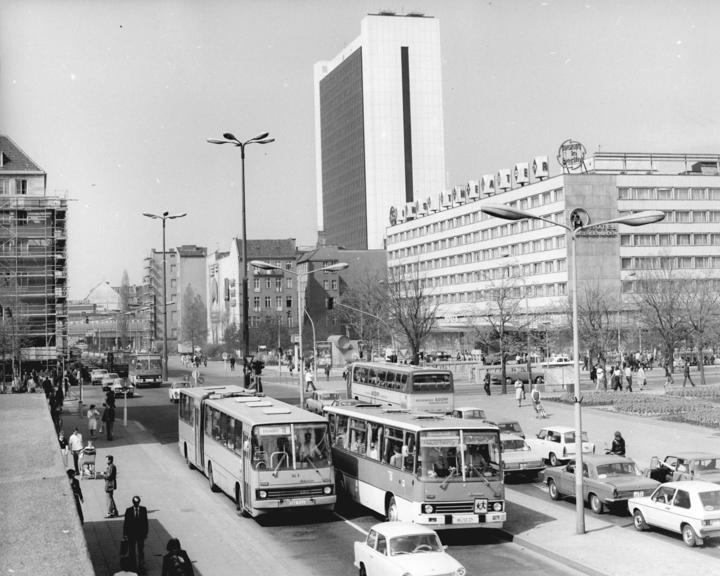
Hotel Unter den Linden, 1979

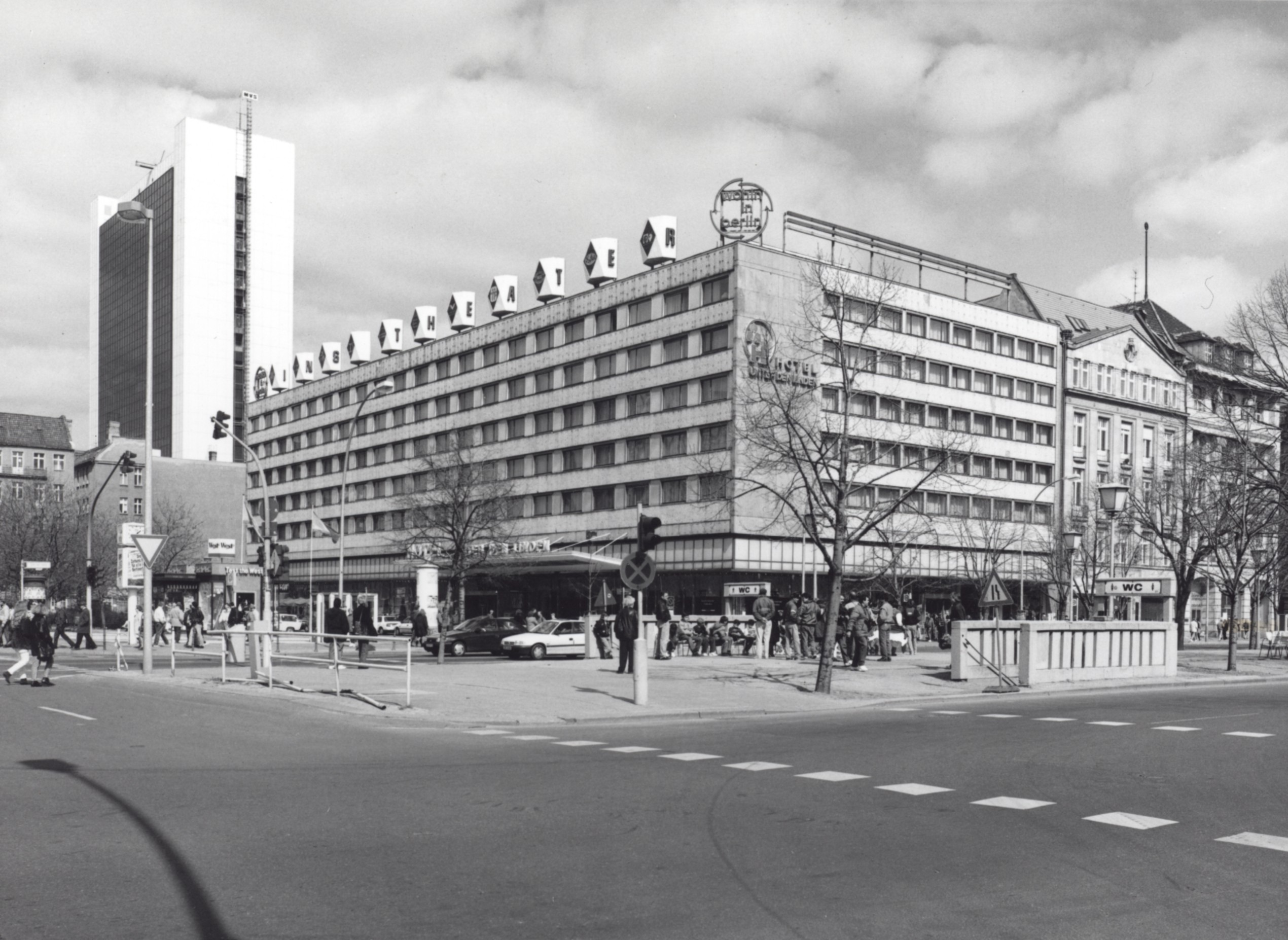
Hotel Unter den Linden, 1993

Das Unter den Linden war ein von 1966 bis 2006 in Berlin-Mitte von Interhotel (ab 1992 von der Interhotel AG) betriebenes Hotel.

## Vorgeschichte des Standortes
Auf dem Gelände Unter den Linden 14 Ecke Friedrichstraße wurde 1859 das „Hotel Victoria“ eröffnet, das einem Nachfahren des Erstbesitzers, Carl Ludwig Willdenow (1765–1812), gehörte. 1882 wurde der Bahnhof Friedrichstraße eröffnet. Im Umfeld des Bahnhofs siedelten sich viele Hotels und Vergnügungseinrichtungen an. Am 3. Februar 1945 hinterließ ein Bombenangriff ein etwa zur Hälfte zerstörtes Quartier.

## Geschichte des Hotels
Infolge der DDR-Planung für das Stadtzentrum aus den Jahren 1961/62, die eine Aufwertung der Friedrichstraße als Fußgängerzone auf 60 Meter Breite vorsah, entstand zwischen 1964 und 1966 nach Entwurf der Architekten Boy, Riechert, Scharlipp und Vieroth ein achtgeschossiges Hotel. Am 10. Juni 1966 wurde das Haus mit mehr als 340 Ein- und Zweibettzimmern eröffnet. In der Hotelhalle befand sich die Skulptur eines Blumenmädchens der Bildhauerin Christa Sammler. Die schmiedeeisernen Verkleidungen der Fahrstühle wurden von Fritz Kühn gestaltet. 
Anfang 2006 wurde das Gebäude zugunsten eines Neubaus, des 2008 fertiggestellten Gebäudekomplexes Upper Eastside Berlin, abgerissen.